# Yuxarı Öysüzlü
Yuxarı Öysüzlü  è un comune dell'Azerbaigian situato nel distretto di Tovuz. Conta una popolazione di 5 763 abitanti.